# 앤젤리카 팡가니반
안젤리카 팡아니반(Angelica Panganiban, 1986년 11월 4일 ~ )는 필리핀, 미국의 배우이다.

## 출연 작품
- 유 애니멀! 더 님파 디마노 스토리 (2020)
- 비혼의 아내 (2016)
- 타다나의 모든 것 (2014)
- 에브리 브레스 유 테이크 (2012)
- 세건다 마노 (2012)
- 내 신부 찾아줘요 (2010)
- 마닐라 (2008)
- 막달레나 (2004)